# Militärisch-industrieller Komplex
Der Begriff militärisch-industrieller Komplex (MIK) wird in gesellschaftskritischen Analysen zur Beschreibung der engen Zusammenarbeit und der gegenseitigen Beziehungen zwischen Politikern, Vertretern des Militärs sowie Vertretern der Rüstungsindustrie verwendet. In den USA gelten Denkfabriken, wie zum Beispiel PNAC, als mögliche weitere involvierte Interessengruppe.

## Prägung des Begriffs
Das Konzept eines militärisch-industriellen Komplexes wurde 1956 durch den amerikanischen Soziologen Charles Wright Mills unter dem Titel The Power Elite (deutsch: „Die amerikanische Elite: Gesellschaft und Macht in den Vereinigten Staaten“) geprägt. Mills stellt die engen Interessenverbindungen zwischen Militär, Wirtschaft und politischen Eliten im Amerika nach dem Zweiten Weltkrieg dar. Einschlägig ist dabei vor allem das 9. Kapitel „The Military Ascendancy“ (deutsch: „Der Aufstieg des Militärs“). Der Terminus „militärisch-industrieller Komplex“ kommt bei Mills nicht vor. Er spricht vom „military establishment“. Mills sah darin eine ernsthafte Bedrohung für den demokratischen Staatsaufbau und ein Risiko für militärische Auseinandersetzungen zwischen den Vereinigten Staaten und der Sowjetunion. In der Kritik der Einflussnahme des Militärs auf Wissenschaft und Forschung nennt Mills unter anderem als Beispiel, dass Eisenhower als Ex-General Leiter der Universität von Columbia war. Ein weiterer Vorläufer war Harold D. Lasswells Konzept des Garnisonsstaates. Ausgerechnet Eisenhower griff später die Kritik von Mills auf und prägte den Begriff des militärisch-industriellen Komplexes:
Popularität erlangte der Begriff durch den US-Präsidenten Dwight D. Eisenhower, der in seiner Abschiedsrede vom 17. Januar 1961 ausdrücklich vor den Verflechtungen und Einflüssen des militärisch-industriellen Komplexes in den USA warnte. Eisenhower, der selbst einst Generalstabschef der Armee gewesen war, sah wie Mills den militärisch-industriellen Komplex als eine Gefahr für die demokratischen Institutionen und die Demokratie an.  Durch die Einwirkung dieses Komplexes auf Arbeitsplätze und Wirtschaftskraft könne die politische Führung veranlasst werden, Konflikte eher militärisch als politisch lösen zu wollen und damit als verlängerter Arm der Lobby der Rüstungsindustrie agieren:

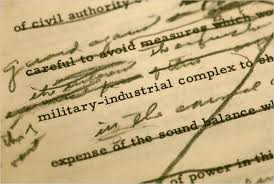
Ausschnitt aus Eisenhowers Notizen zu seiner Abschiedsrede: „military-industrial complex“

In the councils of government, we must guard against the acquisition of unwarranted influence, whether sought or unsought, by the military-industrial complex. The potential for the disastrous rise of misplaced power exists and will persist. We must never let the weight of this combination endanger our liberties or democratic processes. We should take nothing for granted. Only an alert and knowledgeable citizenry can compel the proper meshing of the huge industrial and military machinery of defense with our peaceful methods and goals, so that security and liberty may prosper together.

„Wir in den Institutionen der Regierung müssen uns vor unbefugtem Einfluss – beabsichtigt oder unbeabsichtigt – durch den militärisch-industriellen Komplex schützen. Das Potenzial für die katastrophale Zunahme fehlgeleiteter Kräfte ist vorhanden und wird weiterhin bestehen. Wir dürfen es nie zulassen, dass die Macht dieser Kombination unsere Freiheiten oder unsere demokratischen Prozesse gefährdet. Wir sollten nichts als gegeben hinnehmen. Nur wachsame und informierte Bürger können das angemessene Vernetzen der gigantischen industriellen und militärischen Verteidigungsmaschinerie mit unseren friedlichen Methoden und Zielen erzwingen, so dass Sicherheit und Freiheit zusammen wachsen und gedeihen können.“

Eisenhower, der selbst Präsident der Columbia University war, richtete seine Worte ebenfalls an die Hochschulen der USA. Rüstungskonzerne arbeiteten in der Forschung mit Hochschulen eng zusammen. Er sah Gefahr darin, dass die öffentliche Politik zur „Gefangenen einer wissenschaftlich-technologischen Elite“ werde, was einen Autonomieverlust gegenüber privaten Konzernen und Technokratie bedeute, wenn eine Wissenslücke über die militärischen Ausgaben in der Gesellschaft entstünde.
Der Amerikanist Michael Butter deutet diese Rede als Endpunkt der langen verschwörungstheoretischen Tradition der USA seit George Washingtons Farewell Adress von 1796, in der dergleichen Verdächtigungen gegen Verschwörungen und Subversionen zum Mainstreamdiskurs gehörten. Zahlreiche Verschwörungstheoretiker bezogen sich in der Folgezeit auf Eisenhowers Rede. Oliver Stones Film JFK – Tatort Dallas, der nahelegt, dass John F. Kennedy Opfer einer Verschwörung wurde, beginnt damit.
Als das geheime Defense Planning Guidance-Dokument, auch bekannt als Wolfowitz-Doktrin 1992 geleaked wurde, führte dies zu einem öffentlichen Aufschrei und es schien sich für viele Amerikaner der Verdacht zu bestätigen, dass Politiker und Vertreter des militärisch-industriellen-Komplexes miteinander im Bunde stehen und heimlich konspirieren um das Land in teure, gefährliche und unnötige militärische Unternehmen und Abenteuer zu stürzen.
Nach Angaben der Pulitzer-Preisträger Donald L. Bartlett und James B. Steele hat diese Tendenz in den USA durch den ständigen Druck zur „kleinen“ Regierung zugenommen, da nun originär staatliche Aktivitäten wie militärische Forschung und Waffenentwicklung durch Outsourcing von Unternehmen, sogenannten „Body Shops“, geliefert werden müssen. Sie zeigen die Verflechtung von Unternehmen und Regierung am Beispiel von SAIC (Science Applications International Corporation, heute Leidos) exemplarisch auf und warnen vor der Zunahme an nicht kontrollierbarer Aktivität.

## Kennzeichen und Merkmale
Nach Ansicht von Kritikern hat die Marktmacht der Rüstungsindustrie aufgrund der Einzigartigkeit ihrer Produkte, ihrer Kapitalkraft und ihrem Spezialwissen, verbunden mit dem Interesse der Militärs an den neuesten Produkten für den Ernstfall, zur Herausbildung eines „Komplexes“ geführt, der nach eigenen schwer kontrollierbaren Regeln funktioniere. Den sogenannten „Händlern des Todes“ wird vorgeworfen, sie würden ihre Marktstellung schamlos ausnutzen, den Regierungen ständig neue Produkte aufdrängen und mit diesem vermeintlichen Zwang zur Innovation offene und verdeckte Rüstungswettläufe auszulösen, internationale Krisen zu verschärfen und – wenn ein Staat glaube, der Rüstungsspirale nur durch einen Präventivkrieg entkommen zu können – sogar Kriege zu verursachen. Ohne Skrupel würden sie dem eigenen Land als auch dessen künftigen Gegner Waffen liefern.
Von einem militärisch-industriellen Komplex wird gesprochen, wenn es in einer Gesellschaft Phänomene dieser Art gibt:
- ausgeprägte Lobby-Arbeit von Vertretern der Militärindustrie,
- zahlreiche persönliche Kontakte zwischen Vertretern des Militärs, der Industrie und der Politik,
- intensiver Personalaustausch zwischen den Führungspositionen von Militär, Wirtschaft und staatlicher Verwaltung, insbesondere wenn Vertreter des Militärs oder der Politik auf wesentlich besser dotierte Posten in dieser Industrie wechseln,
- intensive, durch staatliche Aufträge maßgeblich gestützte Forschung im Bereich neuartiger Waffensysteme,
- gezielte Beeinflussung demokratischer Kontrollgremien und der öffentlichen Meinung durch eine übersteigerte Sicherheitsideologie.
- Militarisierte Außenpolitik[2]

Friedrich Otto Miksche schrieb 1962 in Wehr und Wirtschaft über die mit dem MIK verbundenen Forschungs- und Planungsinstitute, dass diese "brain trusts" sich in Fürsprecher eines Waffensystems verwandeln, zu dem sie die strategische Gebrauchsanweisung, ja oft sogar die entsprechende außenpolitische Konzeption zuliefern möchten.
Für Alex Roland reflektiert das Projekt des Tarnkappenjägers F-35 den momentanen Zustand des militärisch-industriellen Komplexes in den USA, den er persönlich aber lieber „Military-Industrial-Congressional Complex“ nennen würde. Obwohl die Gefahr durch Drohnen, Cyberkrieg und Militärroboter für die nationale Sicherheit wesentlich höher ist, floss und fließt mehr Geld in das teuerste Rüstungsprojekt aller Zeiten als in diese drei Bereiche zusammen. Trotz Kostenexplosion und erheblichen Zweifeln am Gefechtswert – die umstrittene Stealth-Fähigkeit geht auf Kosten von Einsatzbereitschaft, Geschwindigkeit, Reichweite, Wendigkeit und Waffenausstattung – ist das Projekt durch den militärisch-industriellen Komplex immun gegenüber einem Abbruch.

## Militärisch-industrieller Komplex in weiteren Ländern

### Deutschland
Nach Ernst Willi Hansen lassen sich in der Weimarer Republik, mit den Mobilmachungs-Vorarbeiten von Militär und den Vertretern der bedeutendsten Konzerne, u. a. in der Stega, durchaus Elemente eines militärisch-industriellen-Komplexes nachweisen.
Forscher der DDR übernahmen den Begriff sofort, da er nahtlos in ihre Kapitalismuskritik passte, wobei er jedoch einen anderen Inhalt erhielt. So sprach Leonid I. Breschnew von einem „Bündnis der größten Monopole mit der Militärclique im Staatsapparat“ in den höchstentwickelten kapitalistischen Ländern, womit die Kernelemente der Inhaltsbestimmung die Begriffe „Monopol“ und „Bündnis“ waren. Das Standardwerk der DDR über die Bundesrepublik Deutschland, „Der Imperialismus der BRD“, enthält längere Passagen über den westdeutschen MIK, wobei es sich im Wesentlichen um eine Modifikation der Monopolgruppentheorie handelt. Die Forschung in der Bundesrepublik tat sich dagegen schwer mit dem Begriff. Analysen von Alfred Mechtersheimer, Monika Medick, Heinz-Dieter Meier und Ulrich Albrecht kamen 1982 zu unterschiedlichen Ergebnissen, wobei man im Bereich von Luft- und Raumfahrt auch in der Bundesrepublik von einem Militärisch-Industriellen Komplex sprechen könne.
Das RAF-Kommando „Ingrid Schubert“ behauptete nach dem Mord an Gerold von Braunmühl im Jahr 1986, er wäre ein „Vertreter des militärisch-industriellen Komplexes“ gewesen.

### Frankreich
Die Direction générale de l’armement gilt als Hüterin und Lenkerin des französischen Militärisch-Industriellen Komplexes. Sie verkörpert ein fast schon symbiotisches Verhältnis zwischen Staat und Industrie, wie es in keinem anderen westeuropäischen Land, außer vielleicht Schweden, existiert.
Frankreich betrieb nach dem Zweiten Weltkrieg ein aufwändiges und teures Atomprogramm zum Aufbau eigener Atomstreitkräfte. Zu diesem Zweck wurden einige Kernreaktoren und Anreicherungsanlagen gebaut. Nachdem dieses Rüstungsprojekt abgeschlossen war, suchte dieser Sektor sowie die dazugehörige Ministerialbürokratie neue Aufgaben und fand sie in der Atomwirtschaft, also im Bau und Betrieb von Kernkraftwerken (siehe Kernenergie in Frankreich).

### Sowjetunion/Russland
Bisher nur wenig untersucht, aber an verschiedenen Beispielen darlegbar, gab es in der Sowjetunion resp. gibt es in Russland ähnliche intensive Strukturen zwischen Militär, Politik, Wissenschaft und Wirtschaft. Am bekanntesten sind in diesem Zusammenhang die Überschneidungen zwischen Weltraumforschung und Raketenentwicklung (vgl.: Moskauer Institut für Wärmetechnik oder Staatliches Raketenzentrum Makejew) sowie diverse mit der biologischen Kriegführung befasste Institutionen (siehe: Biopreparat). Russlands ehemaliger Verteidigungsminister Anatoli Eduardowitsch Serdjukow war 2012 gemäß Analysten auch deshalb entlassen worden, weil er versucht hatte, die Macht der Rüstungsfirmen einzuschränken.

### Südafrika
Die im Wesentlichen auf Grund von UN-Sanktionen weitgehend außenpolitisch und dadurch auch wirtschaftlich isolierte Lage Südafrikas während der Apartheid in Verbindung mit den eigenen Hegemoniebestrebungen im südlichen Afrika hatten eine über Jahrzehnte anhaltende Politik zu Gunsten einer militärpolitisch und -technischen Autarkie des Landes ausgelöst. Diese Situation führte zu breit angelegten Forschungs- und Erprobungsarbeiten im Bereich der Waffen- und Wehrtechnik auf Initiative südafrikanischer Regierungsstellen, deren Anforderungen in einer vielgefächerten und meist staatlichen Rüstungsindustrie umgesetzt wurden. Der Beginn liegt im Jahre 1954 mit der Gründung des National Institute for Defence Research. Beispielhaft überragende Ergebnisse auf diesem Sektor sind die Erlangung einsatzfähiger Kernwaffen (Y-plant in Pelindaba) zusammen mit der Interkontinentalrakete RSA-3, die G5-Haubitze, der Kampfhubschrauber Rooivalk oder das Project Coast. Nach beteiligten Stellen im Verteidigungsministerium waren das Council for Scientific and Industrial Research und der 1968 gegründete staatseigene Rüstungskomplex Armscor (spätere Transfers zum Staatsunternehmen Denel) die federführenden Institutionen dieser Entwicklung.
Der frühere Premierminister und zugleich Verteidigungsminister Pieter Willem Botha beschrieb 1979 die rüstungspolitische Leitlinie seiner Regierung wie folgt:

„Was wir nicht in Südafrika fabrizieren können, beziehen wir nach wie vor von außen. Solange wir über das nötige Geld verfügen, werden wir immer Lieferquellen finden.“

Das Ziel des militärisch-industriellen Komplexes in Südafrika bestand in den 1980er Jahren nicht nur in der Versorgung des eigenen Bedarfs an Rüstungsgütern, sondern auch in deren Export. Armscor exportierte Ende der 1980er-Jahre südafrikanische Rüstungsgüter in 23 Staaten.

### Ägypten
In Ägypten sind je nach Schätzung 5 bis 40 Prozent der Wirtschaft unter der Kontrolle des Militärs.

## Rezeption
Der Historiker John Lewis Gaddis, dessen Forschungsschwerpunkt den Kalten Krieg umfasst, kritisierte 1985 mehrere inhaltliche Voraussetzungen des Begriffs vom militärisch-industriellen Komplex. In seinem Artikel The Long Peace – Elements of Stability in the Postwar International System in dem er das Ausbleiben eines Dritten Weltkrieges untersucht, stellt er die ideengeschichtliche Anlehnung der These an den leninistisch orientierten, monopolkapitalistischen Imperialismusbegriff fest. Gaddis sieht den Begriff vor allem im Widerspruch zum US-Haushalt. So sei einerseits das Verteidigungsbudget der Vereinigten Staaten unter Harry S. Truman zwischen 1945 und 1950 niedrig gewesen, andererseits hätten gerade zur Zeit des Vietnamkrieges unter Lyndon B. Johnson umfangreiche sozialpolitische Maßnahmen zu Lasten des Verteidigungsbudgets eingesetzt. Darüber hinaus weise die Existenz eines solchen militärisch-industriellen Komplexes an sich nicht zwangsläufig auf eine imperialistische Motivation hin, da konventionelle und nukleare Abschreckung gleichermaßen für das Militär eine hinreichende Daseinsberechtigung darstellen würden. Des Weiteren weist Gaddis auf ein bis dahin eher sporadisch untersuchtes Netzwerk aus ähnlichen Institutionen in der Sowjetunion hin.
Kritisiert wurden 1975 der nicht-öffentliche und damit unkontrollierbare Charakter des MIC. Die Übernahme militärischer Denkhaltungen und Konfliktregelungsmodi seitens der politischen Führung und die Durchdringung des gesamtgesellschaftlichen Normensystems mit militärischen Werthaltungen bis zum „grassroots militarism“.
Der Dokumentarfilm Why We Fight, im Jahr 2005 produziert, wendet den Begriff auf die damalige Verwicklung der Vereinigten Staaten in den Krieg in Afghanistan seit 2001 und den Irakkrieg an.